# Freemanichthys thompsoni
Freemanichthys thompsoni és una espècie de peix pertanyent a la família dels agònids i l'única del gènere Freemanichthys.

## Descripció
- Fa 22 cm de llargària màxima.[3][4]

## Hàbitat
És un peix marí, demersal i de clima temperat que viu entre 10 i 300 m de fondària.

## Distribució geogràfica
Es troba al Pacífic nord-occidental: des del Japó fins al mar d'Okhotsk i el mar del Japó.

## Observacions
És inofensiu per als humans.